# Človeški torpedo
Človeški torpedo je podvodno plovilo, ki se uporablja za prevoz potapljačev specialcev. Namenjeni so bili potapljanju sovražnih ladij v pristaniščih. Se pa v modernem času uporabljajo tudi za rekreativno potapljanje. V nekaterih virih se tovrstna podvodna plovila uporablja tudi poimenovanje »mokra podmornica« - potapljači so v stiku z vodo in morajo imeti potapljaško opremo za globinske potope. 